# Арди, Александр
Алекса́ндр Арди́ (фр. Alexandre Hardy; ок. 1570, Париж — 1632) — французский драматург.

## Биография
С юношеских лет путешествовал с бродячей труппой «Комедианты Короля» («Comediens du Roi»), которой руководил актёр Валлеран Леконт (Valleran Lecomte). Прежде всего, он занимал место драматурга труппы, но также выступал и на сцене. В 1598—1600 и 1606—1612 годах труппа давала представления в парижском Бургонском отеле. После смерти Леконта коллектив возглавил Бельроз (Bellrose; Pierr Le Messier). Труппа получила в 1629 г. исключительные права на выступления в Бургонском отеле. Из-за конфликта с Бельрозом, Арди начал с 1627 года писать для труппы «Старые комедианты Короля» («Vieux Comediens du Roi») во главе с Клодом Дешаном (Claude Deschamps), дававшей представления в Театре дю Марэ (Theatre du Marais). Умер от чумы.
Сочинять Арди начал около 1592 года. Всего ему принадлежит авторство от 600 до 800 сочинений.
Сюжеты Арди заимствовал у греков, римлян, испанцев, итальянцев и немцев, придавал драматическую форму анекдотам, новеллам, классическим мифам, старым романам, историческим фактам, не соблюдая при этом колорита времени или места. В начале своей деятельности он резко расходился с правилами Аристотелевой поэтики, не соблюдал «единства» и, подобно авторам мистерий и испанцам, делил свои пьесы на дни; но и тогда он переносил катастрофы за кулисы и избегал на сцене сражений. Позже он больше заботился о правильности и подготавливал французскую публику к Корнелю. По склонности к анахронизмам, по реализму и силе воспроизведения некоторых человеческих страстей Арди во многом напоминает английских драматургов шекспировской эпохи; он тоже представитель национальной драмы, которая во Франции была скоро подавлена придворной, псевдоклассической.
Среди сочинений Арди были пьесы для представления в два дня (несохранившиеся «Пандоста» и «Партения»), что связывает его творчество со средневековыми традициями представлений. Сохранились монтировочные записи декоратора «Бургундского отеля» Л. Маэло к 12 недошедшим до нас пьесам Арди. На русский язык сочинения Арди не переведены.

## Произведения
Из своих работ он сам отобрал 41 пьесу и издал сборник «Театр Александра Арди, парижанина», в пяти томах. Один том был издан в Руане, остальные в Париже (1624—1628). Эти пьесы и составляют дошедшее до нас наследие Арди:
- Двенадцать трагедий: «Самоубийство Дидоны» (Didon se sacrifiant), Scedase ou l’Hospitalite violee (по Плутарху), Panthee, «Мелеагр», «Смерть Ахилла», «Кориолан», «Мариамна» (1610; о смерти Мариамны, жены Ирода Великого; по мнению С. Мокульского, лучшая пьеса Арди), «Смерть Дария», «Смерть Александра», Timoclee ou la Juste Vengeance, «Лукреция» (по пьесе Лопе де Вега), Alcmeon ou la Vengeance feminine.
- Четыре трагедии или трагикомедии: Procris ou la Jalousie infortunee, Alceste ou la Fidelite, «Ариадна похищенная», Aristoclee.
- Десять трагикомедий: Arsacome, Dorise, «Фрегонда», «Эльмира» (1627), Gesippe (по Дж. Боккаччо, Phraarte (по Дж. Б. Джиральди), «Корнелия» (около 1613), «Сила крови» (1615; по М. де Сервантесу, «Фелисмана» (1615; по испанскому сюжету), «Прекрасная цыганка» (1626).
- Три драматические поэмы: «Чистая и верная любовь Феагена и Хариклии» (1623; по сюжету романа «Эфиопика» Гелиодора. Les Chastes et Loyales Amours de Theagene et Chariclee (по Гелиодору; Heliodorus of Emesa), «Похищение Прозерпины Плутоном», «Гигантомахия».
- Пять пасторалей: «Алфей, или Суд любви», «Альцея» (1610), «Коринна», «Триумф любви» (1626), L’Amour victorieux ou venge